# Jelgavas akadēmiskā ģimnāzija
Jelgavas akadēmiskā ģimnāzija – najstarsza i najbardziej prestiżowa szkoła średnia na terenie obecnej Łotwy działająca w latach 1772–1945 w Jełgawie.

## Historia
Szkoła powstała w 1772 r. z inicjatywy Piotra Birona (stąd dawa nazwa "Academia Petrina") jako pierwsza szkoła wyższa na terenie obecnej Łotwy. Budynek, w którym odbywały się zajęcia, zaprojektował duński architekt S. Jensen. 29 maja 1775 r. odbyły się tu pierwsze wykłady. Po włączeniu Kurlandii do Rosji w 1795 r. car Paweł I przekształcił szkołę w uniwersytet, jednak po kilku latach Aleksander I obniżył jej rangę do gimnazjum oświeconego (Gimnasium Illustre). Od 1838 r. szkoła była głównym gimnazjum guberni kurlandzkiej, w jej murach mieściło się m.in. muzeum Kurlandii i Semigalii.
Po likwidacji podobnych placówek na ziemiach zabranych Rzeczypospolitej przez Rosję Mitawa stała się główną placówką (poza szkołami w Krożach i Szawlach), w której kształcili się polscy i litewscy gimnazjaliści z terenów byłego Wielkiego Księstwa Litewskiego.
Po wybuchu I wojny światowej szkołę przeniesiono w 1915 r. do Taganrogu. Po uzyskaniu przez Łotwę niepodległości w 1918 r. gimnazjum ponownie rozpoczęło działalność, tym razem jako Mitawskie (Jełgawskie) Gimnazjum Realne, a od 1922 r. pod nazwą Państwowego Gimnazjum Klasycznego. W 1934 r. patronem szkoły został książę Piotr Biron.

## Wychowankowie
Wśród postaci znaczących w życiu kulturalnym i politycznym Litwy, Łotwy i Polski uczęszczających do gimnazjum znaleźli się m.in. Jānis Čakste, Antanas Smetona, Vladas Mironas, Ernestas Galvanauskas, Mykolas Sleževičius.